# Intruder
Intruder is een lied geschreven door Peter Gabriel.

Gabriel schreef het lied voor zijn derde titelloze album uit 1980. Het nummer was de openingstrack van het album, maar tevens de opening van de concerten ter promotie van dat album, waarbij Gabriel Muziekcentrum Vredenburg aandeed. Om de zaal in de juiste sfeer te brengen kwam Gabriel de compleet verduisterde zaal binnen met een zaklamp. Het lied gaat over een inbraak, maar dan vanuit het gezichtspunt van de inbreker. Uit de tekst blijkt dat die inbreker het niet uit noodzaak doet, maar het daadwerkelijk leuk vindt in te breken en mensen bang te maken. De regels van het tweede couplet beginnen namelijk alle met I like met beginzin: 
I like to feel the suspense when I'm certain you know I am there.
Het lied werd opgenomen onder het regime van geluidstechnicus Hugh Padgham en muziekproducent Steve Lillywhite met achter het drumstel Phil Collins. Bij het uitproberen van de drumklanken ontdekten ze de zogenaamde gated-drumklank, waarmee Collins later zijn soloalbum mee zou verfraaien, luister naar In the Air Tonight. Achteraf meldde Gabriel dat het gehele liedje eigenlijk gebouwd was rond een eenvoudig drumpatroon dat Collins speelde tijdens het schrijven van tekst en muziek. Andere opmerkelijkheden zijn de toepassing van een xylofoon (bespeler Morris Pert) en een glassnijder in de popmuziek; Gabriel hield van eigenaardige klanken.
Gabriel zou het nummer na die promotietoer nog diverse keren uitvoeren. Het komt voor op de albums Peter Gabriel plays live en New Blood. Het nummer kent ook een Duitse tegenhanger onder de titel Eindringling.
Het nummer werd diverse keren gecoverd door Primus, Red Harmony, Iron Lung Corp en Security Project. Die laatste band is een zogenaamde tribute-band die alleen muziek speelt van Peter Gabriel, een van de leden is drummer Jerry Marotta, enige jaren drumde hij in begeleidingsbands van Gabriel en die het nummer ook tijdens de promotieconcerten speelde; echter dus niet op het album.